# Sordaria arenicola
Sordaria arenicola är en svampart som beskrevs av Grove 1930. Sordaria arenicola ingår i släktet Sordaria och familjen Sordariaceae.   Inga underarter finns listade i Catalogue of Life.